# Xã Strassburg, Quận Sheridan, Bắc Dakota
Xã Strassburg (tiếng Anh: Strassburg Township) là một xã thuộc quận Sheridan, tiểu bang Bắc Dakota, Hoa Kỳ. Năm 2010, dân số của xã này là 34 người.